# Ben-Hadad III
Ben-Hadad III – król Aramu-Damaszku panujący od ok. 806 p.n.e. Opisywany przez Stary Testament. Był synem uzurpatora Chazaela. Jego ojciec doprowadził Aram do szczytu potęgi, jednak Ben-Hadad doznał wielu klęsk, co znacznie umniejszyło potęgę królestwa. Był trzykrotnie pokonywany przez króla Izraela, Joasza, z niepowodzeniem walczył też z Hamat. Król Asyrii Adad-nirari III pokonał go 796 p.n.e. i zmusił do opłacenia trybutu. 